# Buddagan
Buddagan is een bestuurslaag in het regentschap Pamekasan van de provincie Oost-Java, Indonesië. Buddagan telt 4085 inwoners (volkstelling 2010).